# 基里尔·格拉西缅科
基里尔·根纳季耶维奇·格拉西缅科（俄語：Кирилл Геннадьевич Герасименко，1996年12月18日—）生于哈薩克阿斯塔纳，是一名哈萨克斯坦男子乒乓球运动员。

## 簡介
他在4歲时开始接触乒乓球，当时他父亲给他球拍让他打乒乓球，尚且年幼的他已经能够打出成年人能打出的打法，他便决定继续打乒乓球。基里尔12岁时首次在全国锦标赛成年组中获得奖牌，15岁时首次成为成年组全国冠军。

## 職業生涯

### 2021
9月底參加多哈亞錦賽，在男子單打16強中被日本選手篠塚大登擊敗。男團賽事以0-3輸給日本隊，於8強止步

### 2022
於WTT新加坡大滿貫單打賽事中擊敗克羅埃西亞選手托米斯拉夫·普察爾晉級，於16強不敵中國選手梁靖崑。

### 2023
9月初參加平川亞錦賽，在男子單打32強中被香港選手黃鎮廷擊敗。男團賽事以1-3輸給日本隊。
9月底代表哈薩克參加杭州亞運，在單打賽事16強中被韓國選手林鐘勳擊敗。男團賽事中於淘汰賽以2-3不敵印度隊，無緣晉級。

### 2024
2月初基里爾代表哈薩克參加釜山世錦賽，在和第二種子德國隊的比賽中以一己之力分別在第二盤和第四盤擊敗了德國名將迪米特里·奧恰洛夫和邱黨，將比賽拖入決勝盤，但隊友Alan Kurmangaliyev於決勝盤不敵奧恰洛夫，只得晉級24強。
在24強中基里爾再次空砍印度隊2點，最後仍以2-3不敵印度隊。
7月底基里爾代表哈薩克參加巴黎奧運，在男子單打32強中再次擊敗第七種子的德國名將邱黨。之後的16強不敵埃及選手奧瑪·阿薩爾，無緣8強。

## 家庭
基里尔的家人也都从事体育运动，哥哥亚历山大（Александр）、弟弟季莫费（Тимофеем）都是乒乓球运动员，父亲根纳季（Геннадий）和母亲塔季扬娜（Татьяна）都担任乒乓球教练，其中父亲曾获得全国比赛冠军，母亲以前曾从事滑雪运动，后来也开始打乒乓球。